# Eumenes affinissimus
Eumenes affinissimus (лат.) — вид одиночных ос рода Eumenes из семейства Vespidae.

## Распространение
Южная, Центральная и Юго-Восточная Азия: Индия; Пакистан, Киргизия, Бангладеш, Малайзия, Индонезия (Ява), Китай, Монголия.

## Описание
Желтовато-чёрные осы с тонким длинным стебельком брюшка (петиоль). Длина самок 12-13 мм. Стернит S2 с множеством беловатых волосков, примерно такой же длины, как на тергите Т2; пунктуры на Т2 очень мелкие и редкие, промежутки значительно больше диаметра точек; Т1 нормальной длины (3 мм), постпетиолюс резко и сильно расширен (грушевидный); висок с волосками; наличник в редкой пунктировке средней толщины; голова, мезосома, Т1 и Т2 в длинных беловатых волосках. Тело чёрное с жёлтыми отметинами. Желтый цвет имеют: прерывистая (иногда целая) отметина у основания наличника, распространяющаяся на боковые стороны, и два небольших пятна на вершине (иногда отсутствуют); линейная отметина межусикового пространства, касающаяся наличника; небольшая линейная отметина на виске по направлению к макушке; широкая полоса на переднеспинке; пятно на мезэпистернуме; заднеспинка; одно верхнее округлое пятно и одно нижнее удлиненное боковое пятно на проподеуме (иногда оба пятна отсутствуют); тегулы (кроме чёрной или черновато-коричневой срединной области); вершины всех бёдер; все голени; апикальная перевязь на первом тергите Т1 с инвагинацией посередине; базальное поперечное пятно по бокам и почти правильное, суженное посередине и по бокам, вершинная перевязь на Т2; второй стернит S2 с узкой вершинной перевязью, расширенной посередине; узкие полосы, более или менее правильные, на вершине Т1-Т4 (иногда нечёткое задне-срединное пятно также на Т5) и S3-S5. Крылья почти прозрачные, слегка опушенные. Вид был впервые описан в 1852 году швейцарским энтомологом Анри де Соссюром (1829—1905).